# 涼宮春日的憂鬱
《涼宮春日的憂鬱》，是京都動畫由輕小說涼宮春日系列改編的校園喜劇動畫。首次於2006年4月至7月播出，共14集。
本作首次播映時並非按照故事中的時間順序播出，引發網友熱烈討論。
2009年4月至10月，動畫再次播放，這次播放依故事發生時序并加上了“漫无止境的八月”，在14集舊作加上14集新作，共28集。

## 概要
《涼宮春日的憂鬱》2006年版本，主要收錄小說《涼宮春日的憂鬱》，以及《涼宮春日的煩悶》中的涼宮春日的煩悶、神秘訊號、孤島症候群，《涼宮春日的暴走》中的射手座之日，《涼宮春日的動搖》中的Live Alive、朝比奈實玖瑠的冒險 Episode00，以及原創故事在雨中的某一天。動畫由京都動畫製作，自2006年4月開始播出，台灣則由普威爾國際股份有限公司代理發行DVD。在動畫播出前，SOS團廣播支部也加入了聲援活動，從2006年2月3日開始播出，由平野绫擔任涼宮春日的聲優，長門有希和朝比奈實玖瑠則分別由茅原實里和後藤邑子獻聲。 
2006年12月22日，由萬代架設的網站 ASOS Brigade 公佈了北美版涼宮春日的憂鬱將由美國角川電影出版，萬代娛樂發行的消息。
2007年7月，官方於Newtype雜誌以《涼宮春日的憂鬱》動畫名義宣布第二期製作決定，7月7日朝日新聞發佈了一整頁涼宮春日第二期的廣告。 
2007年8月，台灣Animax原預定於2007年聖誕播出，後來延期到2008年1月5日播出2006年版本的《涼宮春日的憂鬱》，令台灣再次掀起涼宮春日熱潮，並有不少香港區的觀眾期待能於香港區播出。
2007年12月18日，官方發佈消息《涼宮春日的憂鬱》第二期製作「中止」，並發表製作涼宮春日的憂鬱的「新動畫」，使外界滿佈推測所謂的「新動畫」其實是涼宮春日的續篇作品《涼宮春日的消失》。
2008年5月，官方在其有關雜誌公佈新動畫的工作人員表，「涼宮春日」在工作人員表中由以往的超監督改成團長，以及增添「團長代理」、「團長輔助」 之崗位，令人質疑「新動畫」和續篇作品《涼宮春日的消失》是否同一作品。此外，表上亦顯示版權年份為2007年至2009年。
2008年6月，由日本販賣的雜誌NewType中，官方公開了「新動畫」的人物設定及相關情報。而人物設定和《涼宮春日的消失》的相似度甚高。
2008年11月，無綫電視在2009無綫節目巡禮中宣佈已購入《涼宮春日的憂鬱》（2006年版本）香港地區播映權。其後在2009年3月20日起，逢星期五晚11:30（2009年3月27日改為晚上11:25）於J2，以粵語、日語聲軌作雙語播出。
2009年4月2日，動畫再次播放。公佈安排時，官方和各界媒體都指出是「重播」。但其後，大部分媒體突然抽起了「重播」字樣，使外界推測製作組可能做出類似上次時間軸亂跳的行為。動畫正式播放後，證實第一集為涼宮春日的憂鬱 Ⅰ。一電視台負責人曾表示動畫會按故事發生的時序播放，在中途加入新作品，沿用《涼宮春日的憂鬱》的名稱；此外，舊作品會使用DVD版本，部分內容亦稍作改動。不過，此後各電視台負責人以及官網對於是否有新作品這一問題均不予證實，直至新作播出。
2009年4月15日，角川動畫開始於YouTube上載2009年版本的集數，而這種於網上分享全集的安排實屬少見。
2009年5月21日，竹葉狂想曲播出，為2009年版本首個新集數（第8集）。此安排可證實2009年版本播放方式是在舊有原作故事時序加入新製作的故事。
2009年9月11日，涼宮春日的嘆息 V播出，为2009年版本最后一个個新集數（第24集）。此安排證實了2009年版本的新作故事仅收录小说《涼宮春日的煩悶》中的竹葉狂想曲，《涼宮春日的暴走》中的漫無止境的八月及《涼宮春日的嘆息》。
2009年10月8日，2009年版最後一集Someday in the rain播放完畢後，角川正式發放出早前推測動畫化的《涼宮春日的消失》製成劇場版的消息。翌日，官方網站亦放出《涼宮春日的消失》電影化的PV。
2009年，無綫電視在其2010年節目巡禮中宣佈將於2010年播放《涼宮春日的憂鬱》（2009年版本）、《小涼宮春日的憂鬱》和《小鶴屋師姐》。
2010年，無綫電視宣佈於同年9月4日於J2播放《涼宮春日的憂鬱》（2009年版本）。
2010年6月9日，角川書店宣佈發售《小涼宮春日的憂鬱》和《小鶴屋師姐》Blu-ray BOX，預定同年8月27日正式發售。
2010年7月7日，角川書店宣佈發售《涼宮春日的憂鬱》全輯八片裝Blu-ray BOX，正式全面高清化，原預定於同年10月22日發售。同年7月23日角川書店宣佈發售日延期，至同年11月26日正式發售。
2015年9月15日，來自《小長門有希的消失》電視動畫官網的最新消息宣佈從同年10月6日（星期二）起首度在朝日電視網的深夜12點連播2集的方式重播《涼宮春日的憂鬱》。

## 登場角色
| 人物                 | 日本配音員 | 台灣配音員     | 香港配音員     | 美国配音员                       |
| -------------------- | ---------- | -------------- | -------------- | -------------------------------- |
| 涼宮春日             | 平野綾     | 傅其慧         | 鄭麗麗         | Wendee Lee                       |
| 阿虛                 | 杉田智和   | 劉傑           | 黃啟昌         | Crispin Freeman                  |
| 長門有希             | 茅原實里   | 馮嘉德         | 梁少霞         | Michelle Ruff                    |
| 朝比奈實玖瑠         | 後藤邑子   | 林美秀         | 林元春         | Stephanie Sheh                   |
| 古泉一樹             | 小野大輔   |                | 李致林         | Johnny Yong Bosch                |
| 朝倉涼子             | 桑谷夏子   | 雷碧文         | 曾佩儀         | Bridget Hoffman                  |
| 喜綠江美里           | 白鳥由里   | 林美秀         | 張頌欣         | Hynden Walch                     |
| 鶴屋                 | 松岡由貴   | 吳貴竹         | 何璐怡         | Kari Wahlgren                    |
| 谷口                 | 白石稔     | 何志威         | 黃榮璋         | Sam Riegel                       |
| 國木田               | 松元惠     | 馮嘉德         | 張裕東         | Brianne Siddall                  |
| 電腦研究社社長       | 小伏伸之   |                | 梁偉德         | Dave Wittenberg                  |
| 虛妹                 | 青木靜香   | 吳貴竹         | 楊善諭／黃紫嫻 | Kari Wahlgren                    |
| 三味線               | 緒方賢一   | 何志威         | 招世亮         | Steve Kramer／Michael McConnohie |
| 多丸圭一             | 井上和彥   | 李香生         | 梁志達         | Dave Wittenberg                  |
| 多丸裕               | 森川智之   | 何志威         | 伍博民         | Vic Mignogna                     |
| 新川                 | 大塚明夫   | 李香生／何志威 | 張炳強         | Michael Forest                   |
| 森園生               | 大前茜     | 吳貴竹         | 陸惠玲         | Hynden Walch                     |
| 長門大廈的管理人伯伯 | 青野武     | 何志威         | 陳曙光         |                                  |
| 岡部老師             | 柳澤榮治   |                | 李錦綸         | Michael McConnohie               |
| 榎本美夕紀           | 門脇舞     | 吳貴竹         | 楊善諭         | Michelle Ruff                    |
| 中西貴子             | 永田亮子   | 馮嘉德         | 沈小蘭         | Megan Hollingshead               |
| 岡島瑞樹             | 廣江美奈   | 馮嘉德         | 張頌欣         | Patricia Ja Lee                  |
| 財前舞               | 中山真奈美 | 林美秀         | 林芷筠         | Kari Wahlgren                    |

## 補充
集數調亂次序
由於集數和內容上的限制，製作團體希望把《涼宮春日的憂鬱》最後一章當作2006年版本結尾。結果有人想出把集數調亂播放的想法，為動畫界上史無前例，同時亦代表著涼宮春日這個角色本來就厭倦世俗眼光，不喜歡人生平鋪直敘地渡過，亦能夠在視覺上讓觀眾感受到角色涼宮春日的定位橋段之一。但因為這手法與故事中的時空觀和劇情並沒有太大關連，因此是一種聯想式科幻手法。
朝比奈實玖瑠的冒險 Episode 00
製作團體為了表現學生社團自行拍攝電影時所犯的錯誤，故意採用低劣作畫，如光源失誤的重現，無關的路人或工作人員被拍進去，和登場人物講台詞非常不自然的現象等等，而只使用 4:3 的顯示範圍更是造成轟動。據製作團體表示，採用朝比奈實玖瑠的冒險Episode00作為2006年版第一話是希望觀眾在視覺底下體會到涼宮春日的煩悶。
Someday In The Rain
在《Someday In The Rain》中，演出的山本寬打破了原作故事由主角第一身視野自述構成的界限，於這個原創集數加插第三身的視野去解構角色。最明顯的部分是SOS團的社團教室改以遠鏡顯示全景，而非其他集數所用的近鏡和人物大特寫。另外，長門有希於社團教室讀書的實況，背景廣播更加入來自日本各地的名句，以動漫界為主；香港J2版則加入地道名句，同樣以動漫界為主。參看下方香港版本的本地化譯製、「非常爛對白」環節段落。
取景
劇中大部份的場景，取自兵庫縣的西宮市，而每次SOS團校外活動的集合地點「光陽園車站」，是取自市內的甲陽園車站。而劇中的縣立北高等學校，也是取自兵庫縣立西宮北高等學校，而這間學校也是作者谷川流的母校，這間學校之前也因為阪神大地震中而遭到破壞。
人物表情
監督石原立也於的訪談中稱，希望能儘量避免一般動畫中「人物頭上冒汗珠，或者額頭上畫井號表示生氣」這種平常在漫畫中常見的表現方式。如此一來雖然是動畫，但人物的表情卻近似於真人（如憂鬱3中春日的嘟嘴表情），十分的生動活潑。
馬勒(Gustav Mahler)第八交響曲的引用
在動畫播放順序第六集（觀看順序十四集），在14分55秒開始，引用馬勒的第八交響曲第一部分後半為背景音樂，至19分12秒為止。（由第258小節開始，至約第431小節終）
名作致敬
例如《神秘信號》故事中，古泉的絕招便是同樣由京都動畫所製作的驚爆危機系列作的副標題。《Live Alive》中，看板上的「戀愛的必殺咖喱（恋の必殺カレー）」便是十八禁美少女遊戲《To Heart 2》中柚原春夏的拿手料理。第八集「孤島症候群．後編」的後半段，春日在進行推理的場景，有着模仿逆轉裁判內人物動作的戲份。被模仿的角色主要是成步堂龍一(涼宮春日)和御劍怜侍(古泉一樹)。朝比奈於後段也有稍稍模仿綾里真宵的頷首動作。除此以外不勝枚舉。
片尾曲《ハレ晴レユカイ》舞步
對於製作團體自身而言，片頭曲和片尾曲其實都能夠演繹角色，跟大多動畫公式的低成本分鏡演出和預算截然不同。其中片尾曲《ハレ晴レユカイ》（晴天愉快）播出後大受歡迎，片中SOS團團員5人以涼宮春日為首跳出舞步，故大部份人稱之《SOS團團舞》或《涼宮舞》。部份人更把自己跳舞的片段上載，世界各地亦有組織表演此舞。及後，官方更推出了完整版的涼宮舞片段。
貓人
原作小說沒有的角色，曾於動畫官方網站、動畫中的贊助廠商列表之背景、射手座之日裡實玖瑠艦隊等多處登場。事實上是替涼宮春日獻聲的聲優平野綾所繪。平野綾在片頭曲的歌詞上的塗鴉作品，被石原立也監督看見，於是讓它們在動畫中出場。貓人的特點是額頭上有各式各樣的文字。
官方網站
動畫的官方網站也故意不採用一般動畫網站的模式，而是直接將書中SOS團所製作的官方網站重現在現實的網際網路上。除了模仿完全沒有設計網站才能的阿虛所製作出的網站外，在各集播出後，網站也有所更動：神秘信號先後播出後，本來SOS團的團徽便改為ZOZ團。2006年12月18日至21日其間，為了將《涼宮春日的消失》的劇情反映出來，官方的網站因此而「關閉」了三天。在另外網站中也置放了在劇中涼宮春日所拍攝，朝比奈實玖瑠的角色扮演照片，不過卻沒有直接的超連結，而是需要由愛好者自行發現，現在已刪去。於7月7日（日本是在公历七月七日庆祝七夕而非农历七月七日），網站會先跳至七夕許願頁面，將竹葉狂想曲的劇情反映出來。
涼宮春日的嘆息動畫和小說的關係
涼宮春日的憂鬱小說第二本「涼宮春日的嘆息」有275頁，而在2009年版動畫所播放的五話涼宮春日的嘆息在劇情上剛剛平分了頁數，即55頁一話，每一話故事都剛好在每55頁完結的位置停止，所以會看見這五話中結尾和開頭會有點奇怪。
與 YouTube 的關係
動畫播出後，很快即可在 YouTube 上發現當集動畫的內容。由於動畫只在地區電視台播出，因此YouTube上的動畫便成為其他地區或海外的收視來源之一。  角川亦看得到網際網路的威力，促成日後附屬作品《小涼宮春日的憂鬱》等在YouTube上發佈。其後於電視播放2009年版本同時，又把每一集都放上YouTube作觀賞，畫質較一般上載好。另外片頭曲、片尾曲及劇中內容也被愛好者製作大量的MAD片上傳到 YouTube 上。本作品與網際網路的關係之深，可說是動畫 Web 2.0 模式的先驅之一。
登場過的吉他型號
- 在動畫第十二集《Live Alive》裡登場的吉他分別為

涼宮春日-品牌：Italia  型號：Mondial Classic
長門有希-品牌：Gibson  型號：LTD SG Special Classic White
- 在「涼宮ハルヒの激奏」演唱會裡平野綾拿的吉他為

品牌：Fender  型號：MUSTANG RED 1969
香港版本的本地化譯製、「非常爛對白」環節
- 本作於無綫電視J2播放時，同時播放日、粵雙語版本。其中粵語版本中，對白的譯製和配音上，既保留了大量「宅系語言」，同時亦使用了不少本土化字句、潮語，甚至有新加的動漫仿諷（NETA）對白，加強作品的效果。
- 其中「非常爛對白」環節，把《Someday in the rain》長門看書的三分鐘，改編成香港配音的經典對白，更廣受矚目。這些對白乃透過活動，從動漫迷、配音迷收集回來，再經導配的編排和惡搞而成。該集節目播出後，動漫雜誌《Ani-wave》，以及兩個香港配音迷團體：P.A.R.K.留聲堂及聲色藝直播室，亦舉行了對白出處的競猜遊戲，獎品是20多名參與《涼宮》中配的配音員簽名板，以及《涼宮春日的憂鬱》的其中一頁粵語配音稿。

## 工作人員

### 2006年版本
主要製作人員
- 原作、構成協力：谷川流
- 原作插圖、角色原案：
- 超監督：涼宮春日
- 導演：石原立也
- 超剪輯：阿虛[23]
- 剪輯：重村建吾 (Studio Gong)[23]
- 系列演出：山本寬
- 系列構成：涼宮春日和愉快的夥伴們
- 角色設計、總作畫指導：池田晶子
- 機械設計：海老川兼武[24]
- 美術指導：田村清輝
- 色彩設計：石田奈央美
- 攝影指導：田中淑子
- 音響指導：鶴岡陽太
- 原創音樂：神前曉
- 音樂製作：Lantis
- 企畫監製：安田猛、伊藤敦、八田英明
- 動畫製作：京都動畫
- 製作協力：Big Shot（ビッグショット）
- 出品：SOS團（角川书店、角川娛樂、京都動畫、The Klock Worx Company、Lantis）

台灣製作人員
- 電視劇本翻譯：錢欣
- 配音領班：林美秀

香港製作人員
- 翻譯顧問、監修：簡艦長[25]
- 翻譯、配音稿撰寫：Rebecca Chu[25]
- 配音稿修改、導配：聰聰21[25]

### 2009年版本
主要製作人員
- 原作、構成協力：谷川流
- 原作插圖、角色原案：
- 團長：涼宮春日
- 團長代理（導演）：石原立也
- 團長輔佐（執行導演）：武本康弘
- 剪接：重村建吾（Studio Gong）
- 系列構成：涼宮春日和還是愉快的伙伴們
- 角色設計：池田晶子
- 總作畫指導：西屋太志
- 美術指導：田村清輝
- 色彩設計：石田奈央美
- 攝影指導：中上龍太
- 音響指導：鶴岡陽太
- 音樂：神前曉
- 音樂製作：Lantis
- 監製：伊藤敦、八田英明
- 動畫監製：山口真由美
- 動畫製作：京都動畫
- 製作協力：角川書店、角川Media House
- 出品：SOS團（角川书店、角川电影、京都动画、The Klock Worx Company、Lantis）

- 香港TVB將2009版本譯為《涼宮春日的憂鬱 1X2》。

## 主題曲

### 片頭曲
- （戀愛實玖瑠傳說）
（2006年版本第1集；2009年版本第25集）
作詞：涼宮春日（山本寬 [26]）
作曲、編曲：涼宮春日（神前曉[26]）
演唱：朝比奈實玖瑠（後藤邑子）

- （是冒險對吧對吧？）
（2006年版本第2-9、11-13集；2009年版本第1-3、5、7、9-11、26-28集）
作詞：畑亞貴
作曲：富田曉子
編曲：藤田淳平
演唱：涼宮春日（平野綾）

- 
（2009年版本第12-22集）
作詞：畑亞貴
作曲：神前曉
演唱：涼宮春日（平野綾）

### 片尾曲
- （晴天好心情）
（2006年版本第1-13話；2009年版本第1-5、7、9-11、26-28集）
作詞：畑亞貴
作曲：田代智一
編曲：安藤高弘
演唱：涼宮春日（平野綾）、長門有希（茅原實里）、朝比奈實玖瑠（後藤邑子）
- （是冒險對吧對吧？）
（2006年版本第14集；2009年版本第6集）
作詞：畑亞貴
作曲：富田曉子
編曲：藤田淳平
演唱：涼宮春日（平野綾）

- （停下來！）
（2009年版本第8、12-18、20-23集）
作詞：畑亞貴
作曲：田代智一
編曲：安藤高弘
演唱： 涼宮春日（平野綾）、長門有希（茅原實里）、朝比奈實玖瑠（後藤邑子）

### 插入曲
- 《God knows...》
（2006年版本第12集；2009年版本第26集）
作詞：畑亞貴
作曲：神前曉
編曲：神前曉
演唱：涼宮春日（平野綾）

2020年朝日電視台所播放的電視節目『日本國民13萬人票選！最喜歡動畫歌曲總選舉』獲得第9名。
- 《Lost my music》
（2006年版本第12集；2009年版本第26集）
作詞：畑亞貴
作曲：神前曉
編曲：神前曉
演唱：涼宮春日（平野綾）

### 引用曲
- 《Daphnis et Chloe - Suite No.2 - Lever du jour》
（2006年版本第11集；2009年版本第27集「射手座之日」影片開頭）
作曲：莫里斯·拉威爾（Joseph-Maurice Ravel）

- 《Symphony No.7 In C Major, Op.60 (Leningrad)- I. Allegretto》
（2006年版本第11集；2009年版本第27集「射手座之日」電研社自製遊戲的BGM）
作曲：蕭士塔高維契（Dmitri Shostakovich）

- 《第4號交響曲》
（2006年版本第11集；2009年版本第27集「射手座之日」遊戲結束前的反擊）
作曲：彼得·伊里奇·柴可夫斯基（Pyotr Ilyich Tchaikovsky）

- 《Symphony No. 8 In E Flat 'Symphony Of A Thousand', Part 1 - Veni Creator Spiritus》
（2006年版本第14集；2009年版本第6集「涼宮春日的憂鬱 VI」）
作曲/編曲：古斯塔夫·馬勒（Gustav Mahler）

## 集数列表
| 第1季    | 第2季    | 日文標題                  | 中文標題                     | 腳本       | 分鏡            | 演出       | 作畫監督          |
| 播放順序 | 播放順序 |                           |                              |            |                 |            |                   |
| -------- | -------- | ------------------------- | ---------------------------- | ---------- | --------------- | ---------- | ----------------- |
| 第2話    | 第1話    | すず/.../ゆううつ/        | 涼宮春日的憂鬱 I             | 石原立也   | 石原立也        | 石原立也   | 池田晶子          |
| 第3話    | 第2話    | すず/.../ゆううつ/        | 涼宮春日的憂鬱 II            | 山本寬     | 北之原孝将      | 北之原孝将 | 米田光良          |
| 第5話    | 第3話    | すず/.../ゆううつ/        | 涼宮春日的憂鬱 III           | 山本寬     | 坂本一也        | 坂本一也   | 堀口悠紀子        |
| 第10話   | 第4話    | すず/.../ゆううつ/        | 涼宮春日的憂鬱 IV            | 石原立也   | 石立太一        | 石立太一   | 西屋太志          |
| 第13話   | 第5話    | すず/.../ゆううつ/        | 涼宮春日的憂鬱 V             | 志茂文彦   | 北之原孝将      | 北之原孝将 | 米田光良          |
| 第14話   | 第6話    | すず/.../ゆううつ/        | 涼宮春日的憂鬱 VI            | 志茂文彦   | 石原立也        | 石原立也   | 池田晶子          |
| 第4話    | 第7話    | すず/.../たいくつ/        | 涼宮春日的煩悶               | 村元克彦   | 吉岡忍          | 吉岡忍     | 池田和美 荒谷朋惠 |
| -        | 第8話    | ささのは/                 | 竹葉狂想曲                   | 志茂文彦   | 武本康弘        | 武本康弘   | 西屋太志          |
| 第7話    | 第9話    |                           | 神秘信號                     | ジョー伊藤 | 石立太一        | 石立太一   | 西屋太志          |
| 第6話    | 第10話   | ことう1/                  | 孤島症候群（前篇）           | 村元克彦   | 吉岡忍 荒谷朋恵 | 吉岡忍     | 荒谷朋恵          |
| 第8話    | 第11話   | ことう2/                  | 孤島症候群（後篇）           | 志茂文彦   | 荒谷朋恵        | 荒谷朋恵   | 門脇聡            |
| -        | 第12話   |                           | 漫無止境的八月 I             | 賀東招二   | 米田光良        | 米田光良   | 高橋真梨子        |
| -        | 第13話   |                           | 漫無止境的八月 II            | 武本康弘   | 荒谷朋恵        | 荒谷朋恵   | 西屋太志          |
| -        | 第14話   |                           | 漫無止境的八月 III           | 武本康弘   | 三好一郎        | 三好一郎   | 高橋博行          |
| -        | 第15話   |                           | 漫無止境的八月 IV            | 武本康弘   | 高雄統子        | 高雄統子   | 植野千世子        |
| -        | 第16話   |                           | 漫無止境的八月 V             | 武本康弘   | 石原立也        | 石原立也   | 池田和美          |
| -        | 第17話   |                           | 漫無止境的八月 VI            | 武本康弘   | 北之原孝将      | 北之原孝将 | 門脇未来          |
| -        | 第18話   |                           | 漫無止境的八月 VII           | 武本康弘   | 石立太一        | 石立太一   | 秋竹斉一          |
| -        | 第19話   |                           | 漫無止境的八月 VIII          | 村元克彦   | 米田光良        | 米田光良   | 高橋真梨子        |
| -        | 第20話   | すず/.../ためいき/        | 涼宮春日的嘆息 I             | 谷川流     | 山田尚子        | 山田尚子   | 高橋博行          |
| -        | 第21話   | すず/.../ためいき/        | 涼宮春日的嘆息 II            | 村元克彦   | 高雄統子        | 高雄統子   | 植野千世子        |
| -        | 第22話   | すず/.../ためいき/        | 涼宮春日的嘆息 III           | ジョー伊藤 | 石原立也        | 石原立也   | 池田和美          |
| -        | 第23話   | すず/.../ためいき/        | 涼宮春日的嘆息 IV            | 武本康弘   | 北之原孝将      | 北之原孝将 | 門脇未来          |
| -        | 第24話   | すず/.../ためいき/        | 涼宮春日的嘆息 V             | 石原立也   | 石立太一        | 石立太一   | 秋竹斉一          |
| 第1話    | 第25話   | あさひなみくるのぼうけん/ | 朝比奈實玖瑠的冒險 Episode00 | 山本寛     | 山本寛          | 山本寛     | 門脇聡            |
| 第12話   | 第26話   |                           | Live Alive                   | 山本寛     | 山本寛 門脇聡   | 山本寛     | 門脇聡            |
| 第11話   | 第27話   | いてざのひ/               | 射手座之日                   | 賀東招二   | 武本康弘        | 武本康弘   | 堀口悠紀子        |
| 第9話    | 第28話   |                           | Someday in the rain          | 谷川流     | 山本寛          | 北之原孝将 | 米田光良          |

## 播放電視台
日本深夜動畫：下文記載的日本国内播放時間使用日本標準時間（UTC+9）表示。因為部分時間标识會採用30小时制，因此請留意这类超过24:00的时间，其實際播放時間為翌日清晨。
| 播放地區                 | 播放電視台                    | 播放日期                 | 播放時間                                                 | 聯播網                   |
| 日本國內（由北向南順序） | 日本國內（由北向南順序）      | 日本國內（由北向南順序） | 日本國內（由北向南順序）                                 | 日本國內（由北向南順序） |
| ------------------------ | ----------------------------- | ------------------------ | -------------------------------------------------------- | ------------------------ |
| 北海道                   | TV北海道                      | 2006年4月3日～7月3日     | 星期一 26:00～26:30                                      | TXN系列                  |
| 宮城縣                   | 東北放送                      | 2006年4月4日～7月4日     | 星期二 26:00～26:30                                      | TBS系列                  |
| 埼玉縣                   | 埼玉電視台                    | 2006年4月2日～7月2日     | 星期日 25:30～26:00                                      | 獨立UHF系列              |
| 千葉縣                   | 千葉電視台 （主要播放電視台） | 2006年4月2日～7月2日     | 星期日 24:00～24:30                                      | 獨立UHF系列              |
| 東京都                   | 東京都會電視台                | 2006年4月5日～7月5日     | 星期三 25:30～26:00                                      | 獨立UHF系列              |
| 神奈川縣                 | 神奈川電視台                  | 2006年4月3日～7月3日     | 星期一 25:15～25:45                                      | 獨立UHF系列              |
| 愛知縣                   | 愛知電視台                    | 2006年4月5日～7月5日     | 星期三 26:28～26:58                                      | TXN系列                  |
| 京都府                   | 京都放送                      | 2006年4月3日～7月3日     | 星期一 25:30～26:00                                      | 獨立UHF系列              |
| 兵庫縣                   | SUN電視台                     | 2006年4月4日～7月4日     | 星期二 24:00～24:30                                      | 獨立UHF系列              |
| 廣島縣                   | 廣島HOME電視台                | 2006年4月8日～7月8日     | 星期六 26:05～26:35                                      | ANN系列                  |
| 福岡縣                   | TVQ九州放送                   | 2006年4月8日～7月8日     | 星期六 26:40～27:10                                      | TXN系列                  |
| 日本國外（由北向南順序） |                               |                          |                                                          |                          |
| 臺灣                     | Animax                        | 2008年1月5日 - 2月16日   | 星期六 22:30-23:00 含中文配音、重播時段                  | 有線電視                 |
| 香港                     | J2                            | 2009年3月20日 - 6月19日  | 星期五23:30-24:00 3月27日23:25-23:55 4月3日起23:30-23:55 |                          |

| 播放地區                 | 播放電視台                    | 播放日期                                                                                | 播放時間 | 聯播網                   | 備註                                  |
| 日本國內（由北向南順序） | 日本國內（由北向南順序）      | 日本國內（由北向南順序）                                                                | 日本國內（由北向南順序） | 日本國內（由北向南順序） | 日本國內（由北向南順序）              |
| ------------------------ | ----------------------------- | --------------------------------------------------------------------------------------- | --- | ------------------------ | ------------------------------------- |
| 北海道                   | TV北海道                      | 2009年4月6日～10月12日                                                                  | 星期一 25:30～26:00 | TXN系列                  |                                       |
| 宮城縣                   | 仙台放送                      | 2009年4月7日～10月13日                                                                  | 星期二 26:08～26:38 | FNS系列                  |                                       |
| 新潟縣                   | 新潟電視台21                  | 2009年4月2日～10月8日                                                                   | 星期四 25:45～26:15 | ANN系列                  |                                       |
| 埼玉縣                   | 埼玉電視台                    | 2009年4月2日～10月8日                                                                   | 星期四 25:00～25:30 | 獨立UHF系列              |                                       |
| 千葉縣                   | 千葉電視台 （主要播放電視台） | 2009年4月7日～10月13日                                                                  | 星期二 26:00～26:30 | 獨立UHF系列              |                                       |
| 東京都                   | 東京都會電視台                | 2009年4月3日～10月9日                                                                   | 星期五 26:30～27:00 | 獨立UHF系列              |                                       |
| 神奈川縣                 | 神奈川電視台                  | 2009年4月3日～10月9日                                                                   | 星期五 27:15～27:45 | 獨立UHF系列              |                                       |
| 愛知縣                   | 名古屋電視台                  | 2009年4月14日～10月20日                                                                 | 星期二 27:25～27:55 | ANN系列                  |                                       |
| 京都府                   | 京都放送                      | 2009年4月7日～10月13日                                                                  | 星期二 25:00～25:30 | 獨立UHF系列              |                                       |
| 兵庫縣                   | SUN電視台                     | 2009年4月2日～10月8日                                                                   | 星期四 24:40～25:10 | 獨立UHF系列              |                                       |
| 廣島縣                   | 廣島HOME電視台                | 2009年4月7日～10月13日                                                                  | 星期二 25:29～25:59 | ANN系列                  |                                       |
| 奈良縣                   | 奈良電視台                    | 2009年4月7日～10月13日                                                                  | 星期二 26:00～26:30 | 獨立UHF系列              |                                       |
| 和歌山縣                 | 和歌山電視台                  | 2009年4月5日～10月11日                                                                  | 星期日 25:10～25:40 | 獨立UHF系列              |                                       |
| 福岡縣                   | TVQ九州放送                   | 2009年4月4日～10月10日                                                                  | 星期六 26:40～27:10 | TXN系列                  |                                       |
| 熊本县                   | 熊本放送                      | 2009年10月19日～2010年5月3日                                                            | 星期日 25:50～26:30 | TBS系列                  |                                       |
| 日本全国                 | NHK BS Premium                | 2017年4月7日～                                                                          | 星期五 23:45～24:15 | NHK                      |                                       |
| 日本國外（由北向南順序） |                               |                                                                                         | |                          |                                       |
| 臺灣                     | Animax                        | 2010年12月24日 - 2011年1月12日                                                          | 星期一至五15:30-16:00 21:30-22:00重播                                                                                                | 有線電視                 | 僅2009年追加集數 含中文配音、重播時段 |
| 臺灣                     | 中天新聞台                    | 2025年1月17日 - 2025年1月27日                                                           | 星期一至五16:00-18:00 | 網路電視                 | 四集連播，含中文配音、重播時段        |
| 香港                     | J2                            | 2010年9月4日 - 2011年4月9日 2010年之10月30日、12月25日停播 2011年之2月12日、3月26日停播 | 星期六23:15-23:45 10月23日 23:30 - 24:00 11月13日起 23:30-24:00 1月1日及1月8日 23:45 - 24:15 2月5日 23:35 - 24:05 4月9日 23:45-24:15 |                          |                                       |

## 小涼宮春日的憂鬱

### 主題曲
片頭曲「いままでのあらすじ」
填詞：畑亞貴，作曲・編曲：神前暁，主唱：SOS團（小涼宮春日（平野綾）、阿虛（杉田智和）、朝比奈實玖瑠（後藤邑子）、古泉一樹（小野大輔）、長門有希（茅原實里））
片尾曲「あとがきのようなもの」
填詞：畑亞貴，作曲・編曲：神前暁，主唱：SOS團（小涼宮春日（平野綾）、阿虛（杉田智和）、朝比奈實玖瑠（後藤邑子）、古泉一樹（小野大輔）、長門有希（茅原實里））
插入曲「Paradise Lost」（第6話）
填詞：畑亞貴，作曲・編曲：菊田大介，主唱：長門有希（茅原實里）

### 播放電視台
| 播放地區 | 播放電視台 | 播放日期                            | 播放時間                                                                        | 聯播網   | 備註                                                                                |
| 日本國外 | 日本國外   | 日本國外                            | 日本國外                                                                        | 日本國外 | 日本國外                                                                            |
| -------- | ---------- | ----------------------------------- | ------------------------------------------------------------------------------- | -------- | ----------------------------------------------------------------------------------- |
| 臺灣     | Animax     | 2011年1月13日 - 1月20日             | 星期一至五 15:30-16:00 21:30-22:00重播                                          | 有線電視 | 含中文配音                                                                          |
| 香港     | J2         | 2011年4月16日 - 7月23日 6月11日停播 | 星期六23:30-23:45 5月7日 23:50-24:00 5月14日起23:45-24:00 6月18日起 23:30-23:45 |          | 每次2集小涼宮及1集小鶴屋 5月7日、7月16日播1集小涼宮及1集小鶴屋 7月23日播放1集小涼宮 |

## 影音商品

### CD

#### 單曲
| 發售日期      | 標題                                              | 規格編號  |
| ------------- | ------------------------------------------------- | --------- |
| 2006年4月26日 | 是冒險對吧對吧？                                  | LACM-4255 |
| 2006年5月10日 | 晴天愉快                                          | LACM-4261 |
| 2006年6月21日 | 涼宮春日的結集 ～動畫「涼宮春日的憂鬱」劇中歌集～ | LACM-4268 |
| 2007年3月18日 | 晴天愉快                                          | LZM-2001  |
| 2009年7月22日 | Super Driver                                      | LACM-4631 |
| 2009年8月26日 | 停下吧！                                          | LACM-4640 |

#### 專輯
歌：平野綾、茅原實里
音樂演奏：東京愛樂交響樂團
歌：平野綾、茅原實里、後藤邑子、杉田智和、小野大輔、桑谷夏子、松岡由貴
歌：茅原實里
收錄歌曲：
歌：Imaginary ENOZ ＆ 涼宮ハルヒ
收錄歌曲：、

#### 廣播劇
出演：平野綾、茅原實里、後藤邑子
出演：平野綾、茅原實里、後藤邑子
出演：平野綾、茅原實里、後藤邑子
歌：平野綾、茅原實里、後藤邑子
收錄歌曲：、（其後由桃色幸運草製成PV）
出演：平野綾、茅原實里、後藤邑子、杉田智和、小野大輔、松岡由貴、白石稔、青木沙耶香
歌：平野綾，收錄歌曲：First Good-Bye

#### 角色CD
| 發售日期      | 標題                                       | 規格編號  |
| ------------- | ------------------------------------------ | --------- |
| 2006年7月5日  | 涼宮春日的憂鬱 角色歌曲 Vol.1 涼宮春日     | LACM-4269 |
| 2006年7月5日  | 涼宮春日的憂鬱 角色歌曲 Vol.2 長門有希     | LACM-4270 |
| 2006年7月5日  | 涼宮春日的憂鬱 角色歌曲 Vol.3 朝比奈實玖瑠 | LACM-4271 |
| 2006年12月6日 | 涼宮春日的憂鬱 角色歌曲 Vol.4 鶴屋學姊     | LACM-4323 |
| 2006年12月6日 | 涼宮春日的憂鬱 角色歌曲 Vol.5 朝倉涼子     | LACM-4324 |
| 2007年1月24日 | 涼宮春日的憂鬱 角色歌曲 Vol.6 虛妹         | LACM-4341 |
| 2007年1月24日 | 涼宮春日的憂鬱 角色歌曲 Vol.7 喜綠江美里   | LACM-4342 |
| 2007年2月21日 | 涼宮春日的憂鬱 角色歌曲 Vol.8 古泉一樹     | LACM-4355 |
| 2007年2月21日 | 涼宮春日的憂鬱 角色歌曲 Vol.9 阿虛         | LACM-4356 |

| 發售日期       | 標題                                         | 規格編號  |
| -------------- | -------------------------------------------- | --------- |
| 2009年9月30日  | 涼宮春日的憂鬱 新角色歌曲 Vol.1 春日         | LACM-4650 |
| 2009年9月30日  | 涼宮春日的憂鬱 新角色歌曲 Vol.2 長門有希     | LACM-4651 |
| 2009年9月30日  | 涼宮春日的憂鬱 新角色歌曲 Vol.3 朝比奈實玖瑠 | LACM-4652 |
| 2009年11月18日 | 涼宮春日的憂鬱 新角色歌曲 Vol.4 古泉一樹     | LACM-4659 |
| 2009年12月9日  | 涼宮春日的憂鬱 新角色歌曲 Vol.5 阿虛         | LACM-4660 |
| 2009年12月9日  | 涼宮春日的憂鬱 新角色歌曲 Vol.6 鶴屋學姊     | LACM-4668 |
| 2009年12月9日  | 涼宮春日的憂鬱 新角色歌曲 Vol.7 谷口         | LACM-4669 |

### DVD
| 卷數     | 發售日期       | 收錄內容                               | 規格編號                | 規格編號            |
| 2006年版 | 2006年版       | 2006年版                               | 2006年版                | 2006年版            |
| -------- | -------------- | -------------------------------------- | ----------------------- | ------------------- |
|          | 2006年6月23日  | 朝比奈實玖瑠的冒險 Episode00           | KABA-1501（初回限定版） | KABA-1601（通常版） |
|          | 2006年7月28日  | 涼宮春日的憂鬱 I 涼宮春日的憂鬱 II     | KABA-1502（初回限定版） | KABA-1602（通常版） |
|          | 2006年8月25日  | 涼宮春日的憂鬱 III 涼宮春日的憂鬱 IV   | KABA-1503（初回限定版） | KABA-1603（通常版） |
|          | 2006年9月22日  | 涼宮春日的憂鬱 V 涼宮春日的憂鬱 VI     | KABA-1504（初回限定版） | KABA-1604（通常版） |
|          | 2006年10月27日 | 涼宮春日的煩悶 神秘信號                | KABA-1505（初回限定版） | KABA-1605（通常版） |
|          | 2006年11月22日 | 孤島症候群（前篇） 孤島症候群（後篇）  | KABA-1506（初回限定版） | KABA-1606（通常版） |
|          | 2006年12月22日 | Live Alive 射手座之日                  | KABA-1507（初回限定版） | KABA-1607（通常版） |
|          | 2007年1月26日  | Someday in the rain                    | KABA-1508（初回限定版） | KABA-1608（通常版） |
| 2009年版 |                |                                        |                         |                     |
|          | 2009年8月28日  | 竹葉狂想曲                             | KABA-6001（限定版）     | KABA-6101（通常版） |
|          | 2009年9月25日  | 漫無止境的八月 I 漫無止境的八月 II     | KABA-6002（限定版）     | KABA-6102（通常版） |
|          | 2009年10月30日 | 漫無止境的八月 III 漫無止境的八月 IV   | KABA-6003（限定版）     | KABA-6103（通常版） |
|          | 2009年11月27日 | 漫無止境的八月 V 漫無止境的八月 VI     | KABA-6004（限定版）     | KABA-6104（通常版） |
|          | 2009年12月25日 | 漫無止境的八月 VII 漫無止境的八月 VIII | KABA-6005（限定版）     | KABA-6105（通常版） |
|          | 2010年1月29日  | 涼宮春日的嘆息I 涼宮春日的嘆息II       | KABA-6006（限定版）     | KABA-6106（通常版） |
|          | 2010年2月26日  | 涼宮春日的嘆息III 涼宮春日的嘆息IV     | KABA-6007（限定版）     | KABA-6107（通常版） |
|          | 2010年3月26日  | 涼宮春日的嘆息V                        | KABA-6008（限定版）     | KABA-6108（通常版） |

### BD
包含全部集數（2006年及2009年版），另加入特典《谷口的新不可思議發現之旅》及高清收錄《涼宮春日的弦奏》及《涼宮春日的激奏》。
仅包含2006年版14集，于2014年8月29日发行

## 評價

### 獲得獎項
以下是涼宮春日的憂鬱動畫版獲得的獎項：
- 第11回神戶動畫大賞的電視動畫部門大獎[30][31]。
- 第11回神戶動畫大賞的主題曲獎[31]。
  - 得獎歌曲：（主唱：涼宮春日（平野綾）、長門有希（茅原實里）、朝比奈實玖瑠（後藤邑子）；作詞：畑亞貴；作曲：田代智一；編曲：安藤高弘 ）
- 2007年東京動畫Awards授予的電視動畫部門優秀作品賞[32][33]。
- 涼宮春日的配音員平野綾憑涼宮春日的憂鬱動畫版獲得2007年東京動畫Awards授予的聲優賞[32]。
- 獲得ARC Awards 2006最佳動畫、最佳喜劇、最佳男女主角等六項獎[34]。

### 销量纪录
- DVD在日本国内的累计销量超过80万张[35]。
- 英文版DVD在美国每卷卖出8万套以上[36]。
- 插入歌集《凉宫春日的诘合》于2008年7月21日达成Oricon chart TOP200内上榜100周纪录（截至2009年6月，计上榜120周，销量逾14万）。

### 正面評價
忠實呈現原作插畫伊東雜音的角色設定，以及京都動畫高水準且穩定的作畫，讓原作愛好者不會感到不協調。製作群實地到位於西宮市及大阪市的舞台取景並忠實呈現在螢幕上，讓愛好者聖地巡禮的行為蔚為風潮。京都動畫的強項——光影效果的運用——以及《Live Alive》中完整重現真實世界中演唱會的情景，讓本部動畫獲得極高的評價。
由於原作曾獲第八屆Sneaker大賞，不論人設和故事也相當於文學上被肯定的水準，而原作故事性高更吸引使觀眾在各大討論區深入研究該作品，更有網民設立網站把這些論文收集起來。
在日本，出版過數本關於此作品的研究書。其中的製作團甚至以實地考察去探究此作品。
| 書名 | 出版日期       | ISBN   |
| ---- | -------------- | ------ |
| 《》 | 2007年5月29日  | [ 38 ] |
| 《》 | 2009年10月15日 | [ 39 ] |
| 《》 | 2011年6月25日  | [ 40 ] |

2015年，在加拿大影音商業網WatchMojo.com的十大最佳動畫片尾曲（Top 10 Anime Ending Themes）榜單中，本作的「晴天愉快」名列第二，僅次於《魔法少女小圓》的「Magia」。

### 負面評價
動畫首先播出的《朝比奈實玖瑠的冒險 Episode 00》由於是劇中角色拍攝的電影，因此對未接觸原作的觀賞者而言，可能只有「一頭霧水」可以形容。雖然成功製造話題性，但對於未讀過原作的人來說，不能理解的比例偏高。更由於後面的時間軸亂跳，造成未介紹過的角色提前出場（《煩悶》中的古泉等），造成部分觀眾「搞不清楚」的結果。
此外，在《Someday in the rain》中，長達3分鐘的長門有希讀書實況及背景廣播，也被觀眾批評為「強烈的實驗手法」甚至「偷工減料省預算」的行為（在幸運☆星動畫第四集「幹勁的問題」中，負責該話分鏡的監督山本寬還透過泉此方狠狠的開了自己和這話的玩笑）。
2009年版方面，原本只屬短篇故事的《漫无止境的八月》出乎意料地重复了八集。虽然每次的分鏡作畫配音都没有重复使用，但除第一次和最后一次外，故事情节大致相同，只有輪迴次數上的分別，有觀眾認為此舉是要讓大家體驗長門有希的感覺，不過也讓許多觀眾質疑京都動畫的水準，但也有人表示是為涼宮春日的消失所做的事前準備。
此外，新版本開播以來在作畫方面亦受到一些批評。有觀眾發現角色都滲入了京都動畫另一套同期作品《K-ON!》的畫風，主角涼宮春日的眼睛和眼眉更因此失去了2006年版本既有的霸氣。有評論對過去製作質素良好的京都動畫出現這情形感到驚訝，相信是製作差不多三小時的電影版涼宮春日的消失以及該社同時間開動過多製作所致（2009年版開播時，京都動畫同時也要製作CLANNAD ~after story~、仰望天空的少女瞳中的世界及K-ON!的動畫）。

## 外部連結
- （日語）（官方网站）
- （日語）